# António Américo Lopes da Serra
António Américo Lopes da Serra (Lourenço Marques, Moçambique, 21 de Julho de 1934 - 11 de Maio de 2016) foi um engenheiro, político e empresário português.

## Biografia

### Primeiros anos
Nasceu em Lourenço Marques, na antiga Província de Moçambique, em 21 de Julho de 1934.
Frequentou o Instituto Superior Técnico da Universidade Técnica de Lisboa, onde se licenciou em 1961 como Engenheiro, com especialidade em Minas.

### Carreira política e profissional
Exerceu como presidente da Câmara Municipal de Loulé, tendo ocupado aquela posição entre 1969 e 1972. Durante o seu mandato, foram feitas várias obras importantes no concelho, incluindo a reparação do edifício dos Paços do Concelho, a ampliação da rede de fornecimento de electricidade em Vilamoura e a remodelação da já existente na zona Norte da sede de concelho, a instalação da rede telefónica em Alte e Salir, a construção ou requalificação de várias ruas em Loulé e Quarteira. Também foi durante o seu mandato que foram executadas várias importantes iniciativas a nível particular, como a construção de uma fábrica de cimento em Loulé, e a instalação do porto de recreio e do casino provisório em Vilamoura. Ocupou a posição de governador civil do Distrito de Faro, inicialmente como substituto de Manuel Sanches Inglês Esquível, tendo-se tornado efectivo em 22 de Fevereiro de 1973. Deixou de ocupar aquela posição em 25 de Abril de 1974.
Posteriormente, iniciou actividade como empresário nos ramos do comércio e turismo, embora ainda tenha ocupado a posição de vereador na autarquia de Loulé, durante a presidência de Joaquim Vairinhos.

### Falecimento e homenagens
Faleceu em 11 de Maio de 2016.
Na sequência da sua morte, a autarquia de Loulé emitiu uma nota de pesar.